# Бисково
Бисково — деревня в Хваловском сельском поселении Волховского района Ленинградской области.

## История
Деревня Бискова упоминается на карте Санкт-Петербургской губернии Ф. Ф. Шуберта 1834 года.

БАСКОВОЙ — деревня принадлежит поручику Головину, число жителей по ревизии: 10 м. п., 12 ж. п.. (1838 год)

Как деревня Бисково она отмечена на карте Ф. Ф. Шуберта 1844 года.

БИСКОВО (ПЕЛЬЖИЦЫ) — деревня владельческая при колодце, число дворов — 8, число жителей: 14 м. п., 16 ж. п. (1862 год)

В 1884—1886 годах временнообязанные крестьяне деревни выкупили свои земельные наделы у И. И. Головина и стали собственниками земли.

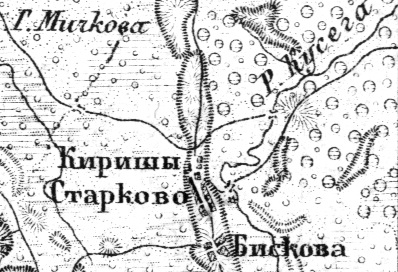
Деревня Бисково на карте 1872 года

В конце XIX — начале XX века деревня административно относилась к Хваловской волости 2-го стана Новоладожского уезда Санкт-Петербургской губернии.
По данным «Памятной книжки Санкт-Петербургской губернии» за 1905 год деревня называлась Пельжицы и входила в состав Старковского сельского общества.
Согласно военно-топографической карте Петроградской и Новгородской губерний издания 1915 года деревня называлась Бискова.
С 1917 по 1923 год деревня Пельжицы входила в состав Хваловской волости Новоладожского уезда.
С 1923 года в составе Урицкого сельсовета Колчановской волости Волховского уезда.
С января 1927 года деревня Пельжицы  учитывается областными административными данными как деревня Бисково. С августа 1927 года в составе Волховского района.
В 1928 году население деревни составляло 67 человек.
Согласно карте Ленинградской области Северо-западного аэрогеодезического треста ГГУ издания 1932 года деревня насчитывала 6 крестьянских дворов.
По данным 1933 года деревня называлась Бисково и входила в состав Урицкого сельсовета Волховского района.
С 1946 года в составе Новоладожского района.
В 1958 году население деревни составляло 36 человек.
С 1963 года вновь в составе Волховского района.
По данным 1966, 1973 и 1990 годов деревня Бисково входила в состав Хваловского сельсовета.
В 1997 году в деревне Бисково Хваловской волости проживал 3 человека, в 2002 году — 9 человек (русские — 89 %).
В 2007 году в деревне Бисково Хваловского СП — 10 человек.

## География
Деревня расположена в юго-восточной части района на автодороге 41К-393 (Дудачкино — Старково).
Расстояние до административного центра поселения — 14 км.
Расстояние до ближайшей железнодорожной станции Колчаново — 32 км.
Деревня находится близ правого берега реки Кусега.

## Демография
| 1838 | 1862 | 1997 | 2007 | 2010 | 2017 |
| ---- | ---- | ---- | ---- | ---- | ---- |
| 22   | ↗30  | ↘3   | ↗10  | ↗11  | ↘3   |

### Национальный состав
Согласно данным Всероссийской переписи населения 2021 года в деревне проживал 1 человек, русский.